# Nikolai Kruglov
Nikolai Konstantinòvitx Kruglov (en rus: Никола́й Константи́нович Кругло́в) (Nijni Nóvgorod, Unió Soviètica, 31 de gener de 1950) és un biatleta soviètic, ja retirat, que va destacar en els Jocs Olímpics d'Hivern de 1976.

## Biografia
Va néixer el 31 de gener de 1950 a la ciutat de Nijni Nóvgorod, població situada a l'óblast de Nijni Nóvgorod, que en aquells moments formava part de la Unió Soviètica i que avui en dia forma part de la Federació Russa. És el pare del també biatleta Nikolai Nikolaievitx Kruglov.

## Carrera esportiva
Destacà el 1974 en vèncer la medalla d'or en el Campionat del Món de biatló en l'equip soviètic de relleus i posteriorment l'any 1975 en vèncer, de forma individual, en la prova de 10 quilòmetres esprint. Al llarg de la seva carrera esportiva guanyà sis medalles més en el mundial, destacant l'or l'any 1977 en la prova de relleus soviètic.
En els Jocs Olímpics d'Hivern de 1976 realitzats a Innsbruck (Àustria) es convertí en el millor biatleta fins al moment en guanyar les dues proves disputades, la prova de 20 km. individual i la prova de relleus 4x7'5 quilòmetres.